# Kivijärvi (sjö i Finland, Norra Österbotten, lat 64,33, long 25,62)
Kivijärvi är en sjö i Finland. Den ligger i kommunen Siikalatva i landskapet Norra Österbotten, i den centrala delen av landet, 500 km norr om huvudstaden Helsingfors. Kivijärvi ligger 91,9 meter över havet. I omgivningarna runt Kivijärvi växer i huvudsak blandskog. Arean är 1 kvadratkilometer och strandlinjen är 5,81 kilometer lång. Sjön  ingår i Siikajokis huvudavrinningsområde. 